# Epectinaspis pictipennis
Epectinaspis pictipennis är en skalbaggsart som beskrevs av Bates 1888. Epectinaspis pictipennis ingår i släktet Epectinaspis och familjen Rutelidae. Inga underarter finns listade i Catalogue of Life.